# Гер, Луйс де
Барон Луйс-Герхард де-Гер-аф-Финспонг (частое написание имени Луи Герхард де Геер, швед. Louis Gerhard De Geer af Finspång; 18 июля 1818, Финспонг, Эстергётланд — 24 сентября 1896, Ханаскуг, Кристианстад) — шведский политик, первый премьер-министр Швеции в 1876—1880.

## Биография

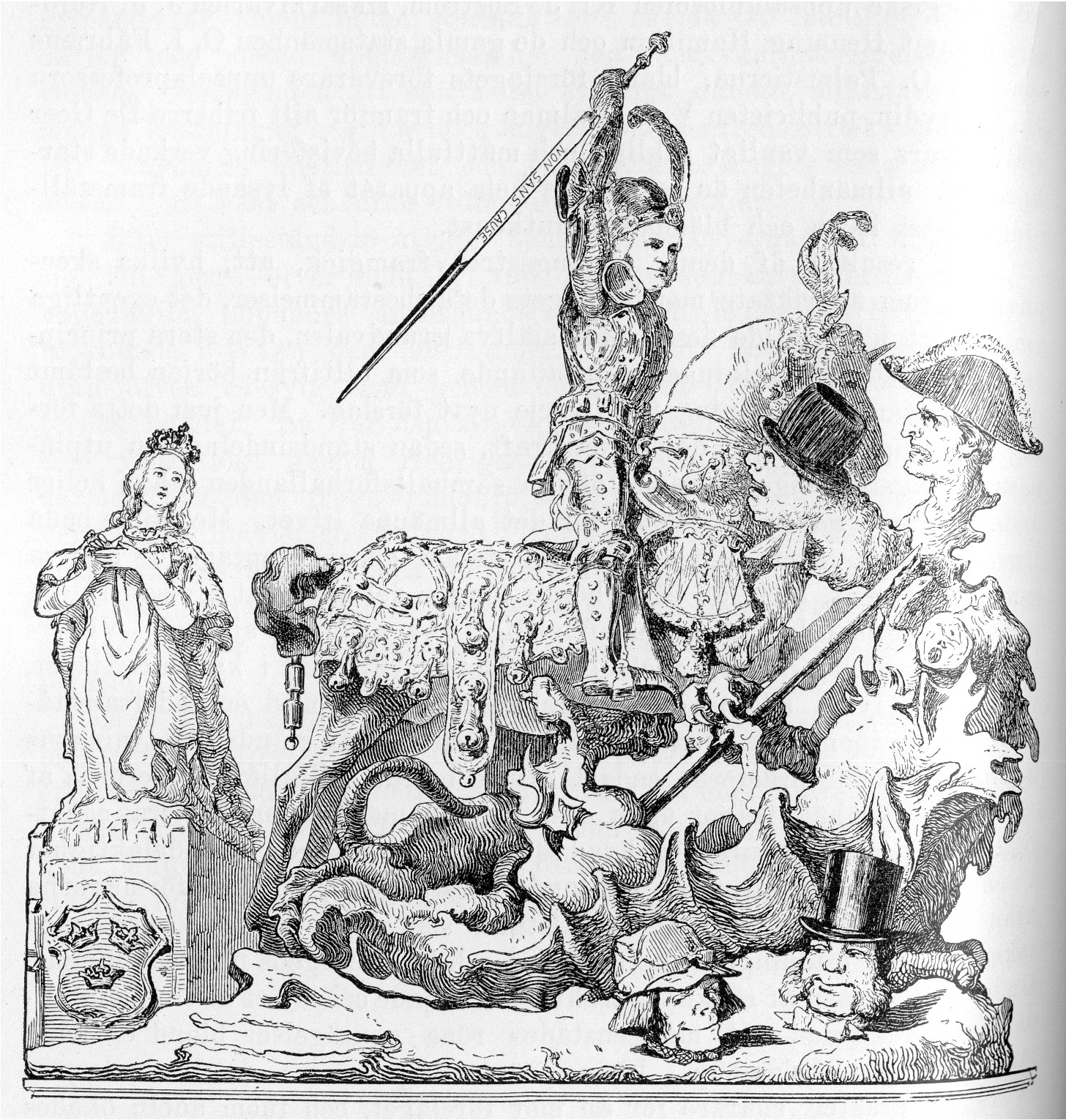
Луйс де Гер в облике Св. Георгия, поражающего четырёхглавого дракона (старый четырёхпалатный Риксдаг), карикатура Emil Hildebrand, Sveriges historia intill tjugonde seklet (1910)

Луйс де Гер родился в аристократической семье и с 1851 года был членом Риксдага поместий. Получив юридическое образование, в 1855 году он стал членом апелляционного суда Гёталанда, а в 1858 году занял должность первого министра юстиции — одного из двух руководителей шведского правительства.
Де Гер был одним из инициаторов реформы, вводящей двухпалатный избираемый Риксдаг, членом первого созыва которого он был избран в 1867 году. В 1870 году он ушёл в отставку, но в 1875 году вернулся на пост первого министра юстиции, а 20 марта 1876 года стал первым премьер-министром страны, хотя до 1879 года сохранял кресло министра юстиции. 19 апреля 1880 года Луйс де Гер подал в отставку после провала предложенной им реформы вооружений.
С 1881 по 1888 годы он занимал должности канцлера Упсальского и Лундского университетов.
С 1862 года и до своей смерти Луйс де Гер был членом Шведской академии наук и Шведской академии.
Луйс де Гер оставил после себя также ряд книг мемуарного характера и работ по экономике.
Старший из его троих сыновей Герхард (1854–1935) был премьер-министром Швеции в 1920—1921.